# Page (Arizona)
Page je město v okrese Coconino County ve státě Arizona ve Spojených státech amerických.
K roku 2010 zde žilo 7 247 obyvatel. S celkovou rozlohou 43 km² byla hustota zalidnění 170 obyvatel na km².